# Castelcivita
Castelcivita (A Castellùccë in dialetto cilentano) è un comune italiano di 1 391 abitanti della provincia di Salerno in Campania.

## Origini del nome
Il nome Castelcivita è piuttosto recente e risale al 1863 quando, con decreto Regio, il paese fu così rinominato dall'unione del villaggio di Castelluccia a quello di Civita, quest'ultimo posto a monte dell'attuale abitato. È probabile che la torre Angioina generò il nome di “Castelluccia”, che divenne un insediamento fortificato più esteso tra il XIII e il XV secolo, sviluppandosi lungo le ripe scoscese del colle disegnando così la sua conformazione definitiva.

## Geografia fisica

### Territorio
Situato alle pendici meridionali degli Alburni e a nord-est rispetto al territorio cilentano, sorge su uno sperone naturale, con case a cascata, a 587 m sul livello del mare. Rientra nel parco nazionale del Cilento e Vallo di Diano.
- Classificazione sismica: zona 2 (sismicità media), Ordinanza PCM. 3274 del 20/03/2003.

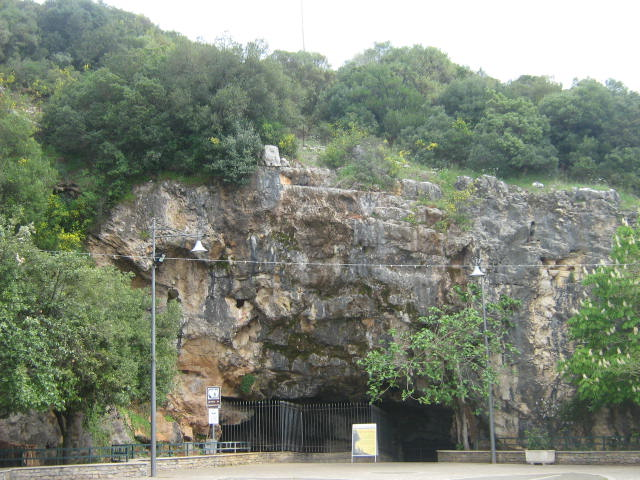
Ingresso delle grotte di Castelcivita

### Clima
Il clima è tipicamente mediterraneo con inverni e autunni umidi ed estati lunghe, secche e ventilate. Le precipitazioni si concentrano prevalentemente nei mesi autunnali ed invernali e le precipitazioni raramente acquisiscono carattere nevoso.
Le temperature raramente scendono sotto i -2° e raggiungono picchi di 42° nelle ondate di caldo estive.
Durante la grande ondata di caldo dell'agosto 2003 la temperatura, per più giorni, ha sfiorato i 45°.

### Geologia
Castelcivita è situata ai piedi del massiccio degli Alburni, lungo il suo margine sud-occidentale; in tale zona affiorano i terreni più giovani e stratigraficamente più alti dell’intera struttura.
L'evoluzione tettonica e geomorfologica dell'area è da correlare a quella che ha interessato l'intero massiccio dei Monti Alburni. Le fasi tettoniche responsabili di un primo sollevamento, e forse già di una definitiva continentalità, sono probabilmente risalenti a circa 7 milioni di anni fa.
Durante il Quaternario si susseguono fasi tettoniche a prevalente componente verticale, successivamente seguite da una tettonica a prevalente componente trascorrente (Ascione et al., 1992) che, molto probabilmente, avrebbe individuato l'importante linea strutturale, in direzione est-ovest Castelcivita-Vallone Lontrano che divide letteralmente in due il massiccio, ed avrebbe determinato il forte tiltaggio verso sud del blocco di Castelcivita.
Nel Pleistocene medio-superiore gli Alburni avrebbero infine raggiunto l'attuale assetto orografico rimanendo esposti agli agenti modellatori del paesaggio tra i quali ha assunto un ruolo determinante il carsismo.
Il fenomeno carsico superficiale si è esplicato a partire dai nudi calcari degli horst che costituivano il massiccio, questi ultimi più esposti all'azione erosiva degli agenti esogeni, sono stati smantellati più in fretta rispetto alle valli.
Lungo queste ultime i flysch impermeabili hanno dato luogo al ruscellamento delle acque, che dopo il raccoglimento e la canalizzazione, sono entrate in contatto con i pilastri di calcare che delimitavano la valle stessa. Qui, sotto forma di spettacolari inghiottitoi, sono state costrette ad inabissarsi; è in questo modo che nascono tutte le principali forme carsiche profonde degli Alburni.
Nel corso del tempo, con il procedere dell'erosione anche le valli interne cominciarono a svuotarsi parzialmente dei depositi terrigeni, e così i punti di assorbimento (inghiottitoi) migrarono a quote sempre più basse lasciando sospesi in alto, gli ingressi non più attivi delle grotte.
Contemporaneamente si sviluppano tutta una serie di altre forme carsiche. Si tratta di doline da crollo, risorgenze pensili, cavità e importanti condotti basali molto prossimi alla falda, tra cui le Grotte di Castelcivita e la Grotta dell'Ausino. Nel complesso tali forme costituiscono l'intero patrimonio carsico tipico del massiccio degli Alburni.
I litotipi affioranti nell’area di Castelcivita, a partire da quelli più antichi fino a quelli più recenti, sono:
- Calcilutiti del ad hippurites (Cretacico superiore);
- Calcilutiti e conglomerati calcarei intermezzati da sottili livelli di marne verdi (“Formazione di Trentinara”,di età Paleocene-Eocene);
- Argille rosse continentali (Eocene-Miocene);
- Puddinghe a prevalenti clasti carbonatici, tra i clasti non carbonatici si rinvengono inoltre calcareniti, arenarie, quarzareniti e litotipi probabilmente riferibili alla falda delle “Argille Varicolori”;
- Terreni argillosi marnosi con più spiccate caratteristiche di flysch (Miocene).

## Storia
I primi insediamenti nell'area di Castelcivita risalgono all'epoca preistorica. Come testimoniato dagli scavi archeologici che hanno avuto luogo presso le Grotte di Castelcivita, l'arrivo dei primi uomini moderni (Homo sapiens) ha lasciato importanti tracce, oggi custodite nei primi metri della cavità. Tuttavia, è a partire da tempi successivi che quest'area crebbe e sviluppò la sua storia.
Il paese, conosciuto nell'antichità con il nome di oppido Alburno, presenta un impianto urbanistico minoico-miceneo, databile al XV-XIV sec. a. C., ma le sue origini sembrano ancora più antiche e risalire al periodo protourbano sumerico (seconda metà del IV millennio a. C.): il portus Alburnus, invece, va individuato nei ruderi del mulino grande che circondano l'omonima torre sul fiume Calore, al di sotto del complesso speleologico delle Grotte e del Ponte Pestano.  Ha la sua rocca nel succorpo della chiesa parrocchiale di San Cono vescovo e martire intorno alla quale gravitano quattro quartieri disposti in modo ortogonale con due assi stradali principali. Il succorpo, presunta sede del vescovo pestano nel V-VI secolo, è il risultato della rilettura, in chiave cristiana, del complesso architettonico del foro della Civitas. Nell'VIII-IX secolo rinacque intorno al monastero greco-bizantino di San Cono (rione "La Terra"), come testimonia la toponomastica longobarda dei rioni "Case La Terra", "Casale" ("mansio" nel periodo romano) e "Le Casaline". È indicato già in un documento del 1171, come in quelli angioini e aragonesi, con il nome di Castelluccia, ad indicare l'originario Castella, piccola piazzaforte, del periodo romano. Si pensa che la recinzione totale di Castelcivita sia opera di Pandolfo di Fasanella, gran feudatario, il quale la fece costruire per ordine di Carlo I d'Angiò. Il centro storico presenta l'antica struttura di fortezze e infatti è caratterizzato da vie e viuzze che si intersecano tra di loro e da innumerevoli scalini interrotti di tanto in tanto da qualche spiazzo seguendo l'andamento toponomastico del territorio. Notevoli sono i portali con architravi in pietra calcarea locale e piperno sui quali si possono ancora notare gli stemmi di nobili famiglie e pregevoli giochi geometrici.

### La peste del 1656
L'epidemia di peste del 1656 colpì parte della penisola italiana, tra cui il viceregno di Napoli.
Secondo la testimonianza del notaio Girolamo Cantalupo il periodo della peste a Castelcivita fu vissuto con rigoroso rispetto delle regole precauzionali, tanto da rappresentare un luogo di rifugio per molte persone. Dai paesi vicini, molte persone, dopo aver osservato la quarantena, raggiungevano Castelcivita per rimanere al sicuro dal contagio. Le uniche vittime si registrarono nel mese di luglio: si trattò di quindici persone, le quali erano fuggite da Napoli con l'intenzione di rifugiarsi a Castelcivita, ma alle quali fu vietato l'ingresso nel paese e furono confinate nei lazzaretti appena fuori le mura. Le testimonianze attestano che anche successivamente Castelcivita fu preservata dal contagio e non ci furono ulteriori decessi fino a dicembre dello stesso anno, così come riportato negli scritti del notaio Girolamo Cantalupo.
La popolazione attribuì la liberazione del paese dalla peste all'intervento della grazia divina e all'intercessione dei santi protettori Santa Sofia, San Rocco e San Sebastiano. Il 10 luglio fu organizzata una solenne processione ed una messa presso la Cappella votiva di Santa Sofia, costruita per ringraziare la santa per la liberazione del paese dalla peste del 1526-1527. In quell'occasione i presenti promisero di raccogliere delle offerte da devolvere per la realizzazione di una lampada d'argento in segno di ringraziamento. Il 9 novembre 1659 l'opera in argento, realizzata a Napoli, fu portata in processione a compimento del voto.

### La rivoluzione del 1799
Nel corso del 1799 Castelcivita fu teatro di alcuni importanti eventi che segnarono la breve esistenza della Repubblica Napoletana. In seguito alla campagna d'Italia combattuta dalla Francia rivoluzionaria contro le potenze monarchiche europee dell'Antico regime, sorsero sul territorio italiano, numerose repubbliche filofrancesi e giacobine quali la Repubblica Ligure e la Repubblica Cisalpina nel 1797, la Repubblica Romana nel 1798 e la già citata Repubblica Napoletana nel 1799. La vita della Repubblica Napoletana fu però particolarmente travagliata, mancò sin dall'inizio l'adesione popolare alla rivoluzione la quale coinvolse soltanto le personalità di maggiore cultura del napoletano che non riuscirono a trasmettere alla gente comune il senso della rivoluzione. Di conseguenza, nelle province non occupate dall'esercito francese, il Governo provvisorio, al fine di contenere i movimenti controrivoluzionari, fedeli al re Ferdinando IV di Borbone, diede luogo ad una dura repressione contro gli oppositori della neonata Repubblica. In tale contesto, il Governo repubblicano inviò vari contingenti armati nelle province, e tra questi vi era la colonna armata guidata dal generale Giuseppe Schipani che aveva lo scopo di giungere in Calabria attraversando il salernitano.  Le truppe del generale Schipani, dopo aver attraversato i territori amici di Salerno, Eboli ed Albanella, giunsero nei territori dei monti Alburni che erano rimasti fedeli ai Borboni. Il generale Schipani, dopo aver liberato dai filo-borbonici la vicina Roccadaspide si diresse verso Castelcivita dove però incontrò la tenace resistenza della popolazione capeggiata da Gerardo Curcio di Polla detto Sciarpa, che riuscì a respingere l'avanzata delle truppe franco-napoletane.
Castelcivita fu l'unico centro della zona che mostrò fiera resistenza agli inviti di collaborazione da parte dei filofrancesi. Fu a cinquecento metri dell'abitato che i repubblicani subirono una grave sconfitta in quella che è stata descritta come la battaglia che vide la partecipazione di tutti i cittadini di Castelluccia. Alle prime ore del mattino del 14 aprile di quell'anno, le truppe giacobine attaccarono dalla contrada di “Sotto la terra”, in direzione della Chiesa di San Cono e poco dopo si spostarono verso il lato orientale, ove sorgeva il convento di San Francesco dei Riformati. Il primo colpo da Castelluccia venne tirato da Donato Lucia, che ferì a morte un repubblicano. Da quel momento la battaglia infuriò e durò per nove ore. I cittadini, rifugiatisi nella chiesa venivano incitati dal parroco alla resistenza, nonostante in molti affiorasse il desiderio della resa. Con l'arrivo di Curcio tutti si rincuorarono e si lanciarono alla controffensiva. Le donne dall'alto delle mura, che circondavano all'epoca dei fatti il paese, lasciavano rotolare addosso agli assalitori grossi macigni, nonché acqua bollente. A segnare una svolta nelle sorti della battaglia fu anche l'arrivo di nuovi rinforzi provenienti da Sant'Angelo a Fasanella, guidati dal sacerdote D. Nicola Di Leo. Le 150 persone, precedute dal rullo dei tamburi, intimorirono i francesi, che si diedero a precipitosa fuga. La battaglia si concluse tra la mezzanotte e l'una. Lo Schipani giunse, infatti, verso le tre a Controne, dove radunò le sue truppe e si trattenne fino al 16 di quel mese, allorché venne richiamato a Salerno.
Nelle settimane successive, abbandonata dai francesi, la Repubblica Napoletana capitolerà di fronte all'avanzata da Sud del cardinale Fabrizio Ruffo fedele al re Ferdinando IV di Borbone.
Dal 1811 al 1927 ha fatto parte del circondario di Campagna.

## Monumenti e luoghi d'interesse

### Architetture militari
- Torre Angioina;
- Castello del Vaglio.

### Architetture religiose
- Chiesa di San Nicola di Bari, nella cui sacrestia è esposta l’opera “Il Volto Santo” di Giovanni De Gregorio detto “Il Pietrafesa” (fine anni Venti del Seicento);
- Chiesa delle monache o di Santa Chiara, la quale ospita sul suo altare uno dei più famosi dipinti del Pietrafesa, “Il Compianto su Cristo morto”, denominato anche “La Deposizione dalla croce” (1627);
- Monastero di Santa Sofia (noto anche come monastero di Santa Gertrude);
- Chiesa di Sant'Antonio, in cui è presente l’altro famoso dipinto del Pietrafesa, “L'Immacolata Concezione” (metà anni Venti del Seicento);
- Chiesa di San Cono V. e M., dalla quale si può accedere al succorpo preromanico risalente all’ VIII – IX secolo con origini vescovili nel V-VI secolo.

### Altro
- Ponte Pestano o di Spartaco, la cui caratteristica è la fondazione a punta di diamante, distrutto durante la II guerra mondiale e successivamente ricostruito;
- Strada romana lastricata denominata "Strada Comunale Varco del Vano";
- Acquedotto romano, i cui resti maggiori sono situati nell'orto del monastero di Santa Gertrude;
- Porta Pretoria augustea posta nel vicolo Nicola Verlotta di Domenico ;
- Mura poligonali irregolari, dette "Il Vaglio", in via I. Silone;
- Mura megalitiche micenee presso il vicolo G. Costantino ("strittina").

### Aree naturali
- Riserva naturale Foce Sele - Tanagro, in cui rientra il Calore Lucano. La località Pietra Tonda, attrezzata con aree di campeggio, è una meta estiva per la balneazione.

#### Grotte
- Grotte di Castelcivita, principale attrazione turistica del territorio.

## Società

### Evoluzione demografica
Abitanti censiti

### Religione
La maggioranza della popolazione è di religione cristiana appartenenti principalmente alla Chiesa cattolica; il comune appartiene alla forania di Sant'Angelo a Fasanella, della diocesi di Teggiano-Policastro, ed è composto da due parrocchie.
L'altra confessione cristiana presente è quella evangelica con la comunità della Chiesa pentecostale ADI.

## Cultura

### Cucina
La ricca e variegata vegetazione del territorio ha contraddistinto nel tempo una serie di prodotti tipici legati alla storia e alle tradizioni della gente del posto. La popolazione, dedita prevalentemente all'agricoltura e alla pastorizia, produce olio, vino, grano, cereali, formaggi, capicolli, salsicce e prosciutti.
Tra i prodotti coltivati si distingue la patata di montagna di Castelcivita, il cui sapore si mantiene inalterato a lungo grazie alla tradizionale tecnica di conservazione in fosse scavate nel terreno e rivestite di felci. La particolarità del prodotto è stata confermata a partire dai caratteri morfologici rilevati. Questi ultimi escludono la similitudine di questa varietà con quelle recuperate e caratterizzate tra le tipologie locali. Ciò è stato confermato dal lavoro di caratterizzazione molecolare eseguito da ricercatori del SASA (Science and Advice for Scottish Agriculture) che ha rilevato una diversità genetica rispetto alle varietà tradizionali campane e, soprattutto, alle altre varietà tradizionali di origine italiana.

## Geografia antropica

### Frazioni
In base allo statuto comunale di Castelcivita, le frazioni sono:
- Cosentini, 148 abitanti, 181 m s.l.m.; è situata sulla ex S. S. 488 che porta a Roccadaspide.
- Serra, 498 abitanti, 300 m s.l.m. (altezza media). Sorge oltre il Calore Lucano, sulle strade che portano verso Altavilla Silentina.

## Economia
Castelcivita è stato riconosciuto come un comune a prevalente economia turistica grazie al principale attrattore turistico delle grotte.

## Infrastrutture e trasporti

### Strade
- Strada Regionale 488/b Controne (bivio SP 246)-Roccadaspide-Castel S. Lorenzo-Felitto;
- Strada Provinciale 12/a Controne-Castelcivita-Bivio S. Vito;
- Strada Provinciale 236 Innesto ex SS 488-Grotte di Castelcivita;
- Strada Provinciale 419 Innesto SP 88 (Altavilla Silentina)-Innesto SP 258 (loc. Acquaviva di Roccadaspide).
- Strada Provinciale 248 Innesto SP 12-Castelcivita.

## Amministrazione

### Sindaci
| Periodo         | Periodo         | Primo cittadino          | Partito                   | Carica                    | Note               |
| --------------- | --------------- | ------------------------ | ------------------------- | ------------------------- | ------------------ |
| 23 aprile 1995  | 22 maggio 1996  | Ernesto Cantalupo        | centro-sinistra           | Sindaco                   | Elezioni annullate |
| 7 giugno 2016   | 27 aprile 1997  | Nicola Auricchio         | -                         | commissario straordinario |                    |
| 27 aprile 1997  | 24 giugno 2004  | Nicola Antonio Gigliello | centro                    | Sindaco                   |                    |
| 24 giugno 2004  | 3 aprile 2005   | Ada Ferrara              | -                         | commissario straordinario |                    |
| 4 aprile 2005   | 20 gennaio 2008 | Attilio Tancredi         | lista civica              | Sindaco                   |                    |
| 24 gennaio 2008 | 13 aprile 2008  | Rosa La Ragione          | -                         | commissario straordinario |                    |
| 14 aprile 2008  | 2 maggio 2012   | Mario Tedesco            | lista civica              | Sindaco                   |                    |
| 2 maggio 2012   | 26 maggio 2013  | Marisa Di Vito           | -                         | commissario straordinario |                    |
| 27 maggio 2013  | in carica       | Antonio Forziati         | lista civica Il Campanile | Sindaco                   |                    |

### Altre informazioni amministrative
Il comune fa parte della Comunità montana Alburni.
Le competenze in materia di difesa del suolo sono delegate dalla Campania all'Autorità di bacino interregionale del fiume Sele.

## Sport
Nel comune ha sede la società di calcio U.S. Grotte di Castelcivita, che ha disputato campionati dilettantistici.